# Magnetosphärischer Teilsturm

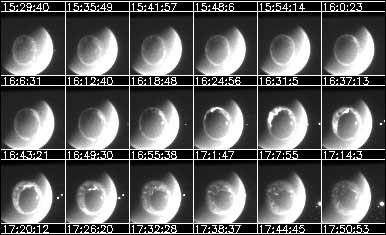
Eine Bilderfolge von UV-Aufnahmen des Satelliten „Polar“ zeigt ein Polarlicht der oberen Erdatmosphäre. Die leuchtende Seite ist die sonnenbeschienene Atmosphäre, das Lichtoval das Polarlicht. Während eines Teilsturmes leuchtet ein begrenzter Teil des Ovals auf und zerbricht plötzlich in viele verschiedene Formen, die sich Richtung Pol und Äquator ausdehnen – wie von Syun-Ichi Akasofu 1964 beschrieben.

Ein magnetosphärischer Teilsturm (englisch [magnetospheric] substorm) ist eine kurzzeitige Störung in der Magnetosphäre eines Planeten, der die Freisetzung und Umlenkung von Energie aus dem „Schweif“ der Magnetosphäre in die polnahe Ionosphäre verursacht. Optisch tritt es als plötzliches Aufleuchten und verstärkte Bewegung von Polarlichtbögen in Erscheinung. Teilstürme beschrieb erstmals der norwegische Wissenschaftler Kristian Birkeland als „polar elementary storms“. Sydney Chapman nutzte um 1960 den Begriff des „substorm“, was nun der Standardbegriff ist. Die Morphologie eines Teilsturms beschrieb erstmals der japanische Geophysiker Syun-Ichi Akasofu 1964 auf der Grundlage von Daten aus dem Internationalen Geophysikalischen Jahr.
Teilstürme unterscheiden sich von magnetischen Stürmen, indem die letzteren tagelang andauern, überall auf dem Planeten zu beobachten sind, eine große Anzahl Ionen in den äußeren Van-Allen-Strahlungsgürtel einleiten und während der Spitzenzeit der Sonnenwindaktivität ein oder zwei Mal pro Monat, während Tiefzeiten wenige Male pro Jahr auftreten. Teilstürme hingegen ereignen sich über einen Zeitraum von wenigen Stunden, sind hauptsächlich in Polargebiet zu beobachten, bringen wenige Partikel in den Strahlungsgürtel ein und sind relativ häufig, indem sie oft nur wenige Stunden auseinander liegen. Teilstürme häufen sich während eines geomagnetischen Sturmes, wobei sie sich oft mit folgenden überschneiden. Die Quelle der auf der Oberfläche während magnetischer Stürme beobachtbaren magnetischen Störungen ist der Ringstrom, bei Teilstürmen sind es elektrische Ströme in der polnahen Ionosphäre.
Teilstürme können magnetische Feldstörungen in den Polarlichtzonen bis zu Feldstärken von um 1000 Nanotesla, etwa 2 % der gesamten Feldstärke in diesen Regionen. Die Störung ist im All wesentlich stärker, wo manche geosynchronen Satelliten Einbrüche auf die Hälfte der Feldstärke festgestellt haben. Das sichtbarste Anzeichen eines Teilsturmes sind verstärkte und ausgedehntere Polarlichter. Teilstürme treten etwa sechsmal täglich auf, wobei sie während eines geomagnetischen Sturms häufiger sind und stärker ausfallen. Es werden drei Phasen beschrieben: Aufbau, Ausdehnung und Erholung.
Die THEMIS-Mission beobachtete 2012 die Dynamik eines sich rapide entwickelnden Teilsturmes und bestätigte die Existenz riesiger magnetischer Bänder und bezeugte kleine Explosionen in den Außenbereichen des irdischen Magnetfeldes.